# 宗人增一
蛇夫座72，又名BD+09 3564，HD 165777、SAO 123142、HR 6771，是蛇夫座的一颗恒星，视星等为3.73，位于銀經36.59，銀緯14.09，其B1900.0坐标为赤經18h 2m 36.5s，赤緯+9° 14.09′ 58″。